# Alloclusia philippii
Alloclusia philippii är en tvåvingeart som beskrevs av Camillo Rondani 1863. Alloclusia philippii ingår i släktet Alloclusia och familjen träflugor. Inga underarter finns listade i Catalogue of Life.